# متلوتاه
ال متلوتاه یک منطقهٔ مسکونی در اردن است که در استان مادبا واقع شده‌است.